# Helenesee

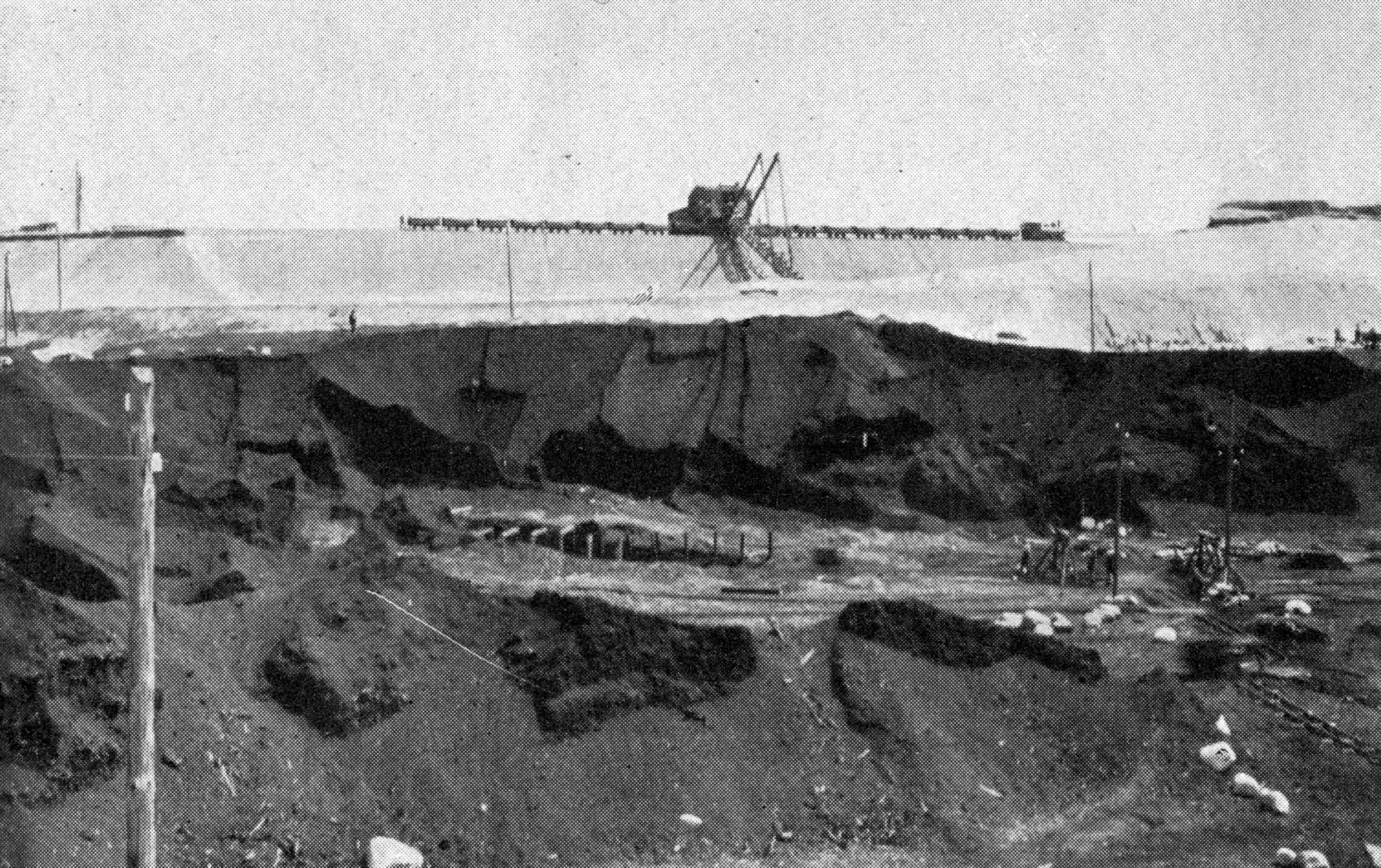
Tagebau der Frankfurt-Finkenheerder Braunkohle A.G. 1914

Der Helenesee ist ein Grundwassersee im Oder-Spree-Seengebiet auf dem Stadtgebiet von Frankfurt (Oder). Er ist ein Naherholungsgebiet und liegt im Landschaftsschutzgebiet Ehemaliges Grubengelände Finkenheerd. Der Helenesee ist über den Kanal Kongo mit dem südöstlich gelegenen Katjasee verbunden. Beide Seen entstanden als Restlöcher von Braunkohletagebauen.

## Geografie
Der See ist rund 220 Hektar groß und mit 56,63 m der zweittiefste See Brandenburgs. Er liegt inmitten von märkischen Kiefernwäldern rund acht Kilometer südlich des Stadtzentrums von Frankfurt (Oder) und gehört zu den saubersten Seen des Bundeslandes. Seine gute Wasserqualität und die kilometerweiten Textil- und FKK-Strände verhalfen dem See zu seinem Spitznamen „Kleine Ostsee“.
Der See entstand aus dem Restloch des Braunkohletagebaus „Helene“, der zwischen 1943 und 1958 betrieben worden ist. Der Tagebau belieferte insbesondere das Kraftwerk Finkenheerd.  Östlich der Helene befindet sich der ehemalige Tagebau „Katja“, der von 1932 bis 1948 betrieben worden ist. Beide Seen sind miteinander verbunden, da in der ehemaligen Grube Katja Abraum von der Helene verkippt worden ist. Die Verbindung ist heute der „Kongo-Kanal“ zwischen beiden Seen. Nach Einstellen des Bergbaus liefen die Restlöcher recht schnell mit Grundwasser voll. Ab 1960 wurden die entstandenen Seen und die Umgebung zu einem Erholungsgebiet umgestaltet.  Das unkontrollierte Volllaufen resultiert bis heute im gelegentlichen Abrutschen von Böschungen. Ab 1975 wurden deshalb das Nord- und Westufer schrittweise aufwändig saniert.
Der Helenesee wird aus dem Grundwasserkörper ODR_OD_8 gespeist.
Im März 2021 gab es am östlichsten Ende des Nordstrands (am Geländezaun) eine Rutschung, bei der auf einer Länge von ca. 15 m Breite ein etwa 50 cm breiter Uferstreifen sowie die im Wasser stehenden Zaunfelder ins Wasser abrutschten. Bei dieser Rutschung entstand ein sogenannter „kleinerer Rutschungskessel“. Der Grund für die Rutschung ist der abgesunkene Wasserstand durch den niedrigen Grundwasserspiegel wegen fehlender Niederschläge. oder aber das Gewicht der Schaken (transportable Fußplatten) der Bauzaunfelder, die dort zur Verlängerung des festen Zaunes  auf den losen Sand ins Wasser gestellt wurden. Diese Zaunfelder sind in den vergangenen Jahren an beiden Enden des eingezäunten Geländes regelmäßig ins Wasser abgesackt und hatten so immer wieder kleinere Rutschungskessel (u. a. an genau der jetzigen Stelle) verursacht.

## Freizeitnutzung
Wegen seiner Bodenbeschaffenheit ist der See bei Tauchern beliebt. Er entstand aus dem früheren Braunkohletagebau „Grube Helene“ (1906 bis 1958). Über die Jahre waren mehrere Tauchvereine, eine Tauchschule, eine Surfschule und ein U-Boot für Touristen am Helenesee angesiedelt.
Von Ostern bis Oktober wird ein sportlich-kulturelles Programm wie etwa Kinderprogramme, Strandpartys, Live-Bands und Discoabende geboten. Es stehen unter anderem Tennis- und Volleyballplätze, Fußballfelder, die Angebote der Tauch- und Surfschule sowie des Boots-, Tretmobil- und Fahrradverleih zur Verfügung. Höhepunkte jeder Saison sind das Helene Beach Festival für die junge Generation und das traditionelle Neptunfest für Familien.
Vom Frankfurter Unterwasserclub Helene wird jährlich ein Neujahrstauchen organisiert. Teilnehmer wie die Spezialisten der Bundespolizei, die schon seit mehreren Jahren an der Traditionsveranstaltung teilnehmen, simulieren mit Hubschraubern Rettungsaktionen in fließendem Gewässer.
2009 kam es auf Grund von Unzufriedenheit zwischen Anliegern und der Betreibergesellschaft Helene-See AG zu Auseinandersetzungen. Die Camper fühlen sich durch den Betreiber in ihrem Urlaub behindert. Kurz darauf wechselte die Geschäftsleitung. 2012 übernahm eine neue Betreibergesellschaft die Geschicke des Helenesees.
2013 wurde der Helenesee von rbb-Zuschauern zu Brandenburgs schönstem See gekürt.
Aufgrund von Erdrutschungen (siehe Abschnitt „Geografie“) wurde im Mai 2021 vom Landesamt für Bergbau, Geologie und Rohstoffe (LBGR) das Nord- und Westufer vorsorglich gesperrt. Das Landesamt prüft seitdem, ob und wann Strandabschnitte wieder freigegeben werden können und ob und welche Sanierungsarbeiten dafür notwendig sind. Auch im Sommer 2023 war die Nutzung als Badegewässer weiterhin untersagt, während ein Gutachten noch nicht veröffentlicht wurde (Stand Juni 2023).
Entsprechend einem Bericht des rbb vom 10. Juni 2025 soll die Sanierung vor 2028 nicht beginnen, erst weit nach 2030 fertiggestellt und das Baden im See soll bis dahin verboten sein.

## Verkehrsanbindung
Das Naherholungsgebiet ist über eine Buslinie der Stadtverkehrsgesellschaft Frankfurt (Oder) an den öffentlichen Personennahverkehr angeschlossen. 2021 war das die Buslinie 984 vom Hauptbahnhof Frankfurt (Oder) zum Helenesee. Der Haltepunkt Helenesee der Eisenbahnstrecke Königs Wusterhausen–Beeskow–Frankfurt (Oder)  der Linie RB 36 wird stündlich durch Züge der Niederbarnimer Eisenbahn (NEB) angefahren.